# Robert Barclay
Robert Barclay (Gordonstoun, 23 de dezembro de 1648 – Mansão Ury, 3 de outubro de 1690) foi um quacre escocês, um dos mais eminentes escritores pertencentes à Sociedade Religiosa dos Amigos e membro do Clã Barclay. Ele também foi governador da colônia de Nova Jérsei Oriental na América do Norte durante a maior parte da década de 1680, embora ele próprio nunca tenha residido na colônia.

## Biografia

### Infância e educação
Barclay nasceu em Gordonstoun em Moray, Escócia. Seu pai David Barclay, primeiro laird de Ury, serviu no reinado de Gustavo II Adolfo da Suécia, e seguiu um curso um tanto tortuoso através dos problemas das Guerras Civis. Sua mãe foi Katherine Gordon (1620–1663), filha de Robert Gordon, 1.º Baronete de Gordonstoun. Ele era o mais velho de cinco filhos.
Robert foi enviado para concluir seus estudos no Scots College de Paris, no qual seu tio era reitor, e fez tanto progresso nos estudos que ganhou a admiração de seus professores, especialmente de seu tio, que se ofereceu para torná-lo seu herdeiro se ele permanecesse na França e se filiasse à Igreja Católica Romana.

### Juntando-se à Sociedade de Amigos
Em 1667, no entanto, ele seguiu o exemplo de seu pai e ingressou na recém-formada Sociedade Religiosa de Amigos, após retornar à Escócia. Logo depois, ele começou a escrever em defesa do movimento, publicando em 1670 a Verdade sem Calúnias e um Catecismo e Confissão de Fé (1673). Em 1670, ele se casou com outra quacre, Christian Mollison (c. 1651–1722), filha de Gilbert Mollison de Aberdeen. Eles tiveram sete filhos: três filhos (Robert, David e John) e quatro filhas (Patience, Catherine, Christian e Jean).
A visão essencial que Barclay mantinha era que todas as pessoas podem ser iluminadas pela Luz Interior de Cristo "que é o autor das Escrituras e os conduzirá a toda a verdade". Suas obras foram frequentemente reimpressas. Ele era um estudante de teologia fervoroso, um homem de sentimentos calorosos e consideráveis poderes mentais, e logo se destacou como o principal apologista da nova doutrina após uma controvérsia com um certo William Mitchell. A publicação de quinze Theses Theologiae (1676) levou a uma discussão pública em Aberdeen, cada lado reivindicando uma vitória. A mais proeminente das Theses foi aquela que se refere à revelação imediata, na qual a superioridade da Luz Interior de Cristo em relação à razão ou às Escrituras é claramente declarada. Ele ficou conhecido como um forte defensor de George Fox nas controvérsias que assolaram os quacres na década de 1670. Sua maior obra, Uma Apologia para a Verdadeira Divindade Cristã, foi publicada em latim em Amsterdã em 1676, e foi uma elaborada declaração dos fundamentos para sustentar certas posições fundamentais estabelecidas nas Theses. Foi traduzido por seu autor para o inglês em 1678 e é considerado "um dos escritos teológicos mais impressionantes do século".
A Apologia, no entanto, não conseguiu deter a perseguição à qual os quacres foram expostos, e o próprio Barclay, ao retornar da Europa, onde viajou extensivamente (uma vez com William Penn e George Fox), e teve várias entrevistas com Elisabete do Palatinado, foi várias vezes lançado na prisão, mas logo recuperou sua liberdade e gozou da proteção da Corte.

### Influência política
Nos anos posteriores, ele teve vários encontros com Jaime II, que como duque de Iorque dera Nova Jérsei a George Carteret e John Berkeley, 1.º Barão de Berkeley de Stratton. Após a morte de Carteret, sua metade (Jérsei Oriental) foi vendida em 1682 para doze pessoas, onze das quais eram membros da Sociedade de Amigos. Um dos onze proprietários quacre era William Penn e, depois de se expandir para incluir um número maior de proprietários, o grupo elegeu Barclay para governador. Diz-se que ele visitou Jaime com o objetivo de fazer um acordo com Guilherme de Orange, cuja chegada era então iminente.

## Governador de Nova Jérsei Oriental
Barclay foi um governador ausente, nunca tendo posto os pés na colônia. Governou por meio de uma série de vice-governadores, que supervisionaram as operações diárias do governo de Barclay.
O inglês Thomas Rudyard, advogado londrino, foi o primeiro a servir como vice-governador de Robert Barclay, tendo sido nomeado em 16 de setembro de 1682. Rudyard foi o governador de fato. Foi durante o mandato de Rudyard que os quatro condados de Bergen, Essex, Middlesex e Monmouth foram criados.
Rudyard e o agrimensor-geral Samuel Groom logo tiveram um desacordo político sobre a concessão de terras. Groom acreditava em aderir à Concessão e ao Acordo de John Lord Berkekey e George Carteret, que afirmava que uma sétima parte de todas as parcelas de terra deveria ser reservada aos Lordes Proprietários. Rudyard discordou dessa política e ele e o Conselho nomearam Philip Wells como vice-agrimensor, contornando assim a autoridade de Groom. Os Lordes Proprietários na Inglaterra desaprovaram as ações de Rudyard and Wells, anulando todos os atos não aprovados por Groom. Rudyard e o Conselho responderam que continuariam concedendo terras como vinham fazendo, já que a maioria dos Proprietários não vivia em Jérsei Oriental. Os Proprietários então, em 27 de julho de 1683, nomearam Gawen Lawrie vice-governador, substituindo Rudyard. Rudyard permaneceu no cargo como secretário e responsável pelos registros até 1685.
As negociações de terras de Thomas Rudyard ressurgiram quando, em 28 de fevereiro de 1684/1685, ele recebeu uma concessão de 1 038 acres (420 ha) na baía de Raritan, no condado de Monmouth. Isso resultou na emissão de instruções do governador Barclay e dos Proprietários para o vice-governador Lawrie sobre a distribuição dos terrenos. A seção 7 abordou diretamente a atividade questionável do próprio Rudyard e Lawrie em sua ocupação de terras. Em 5 de novembro de 1685, Rudyard vendeu o terreno em questão a seu genro, Samuel Winder, que em 17 de junho de 1686 vendeu a Andrew Bowne.
Durante o mandato de Gawen Lawrie, os Proprietários na Inglaterra esboçaram uma nova constituição para Nova Jérsei Oriental, as Constituições Fundamentais para a Província de Nova Jérsei Oriental. Este documento, redigido em 1683, pretendia substituir a Concessão e o Contrato de 1665. Lawrie apresentou a nova constituição no Conselho em 12 de abril de 1686; o Conselho votou "que o mesmo não concordava com a (constituição) dessas partes americanas", mas mesmo assim a enviou à Assembleia Geral para leitura. Em 16 de abril, em resposta à consulta de Lawrie sobre a ação da Assembleia sobre a constituição, a câmara baixa relatou "Que decidiram o mesmo, ou seja, Não concordaram com a (constituição) desta província e que entenderam que as mesma não era válida Exceto se aprovada por Lei pela Assembleia Geral - ". Com a concordância de ambas as casas, as Constituições Fundamentais foram derrotadas, e a Concessão e o Acordo permaneceriam sendo a constituição de Jérsei Oriental até a rendição à Coroa em 1702.
Os Proprietários na Inglaterra estavam preocupados com as negociações secretas de Lawrie e instruíram o Conselho de Proprietários de Nova Jérsei Oriental a investigar a situação, incluindo uma auditoria nas finanças. Em março de 1686, os Proprietários nomearam Andrew Hamilton para supervisionar a investigação.
Em setembro de 1686, foi tomada a decisão de destituir Lawrie do cargo e, em 5 de outubro, Lorde Neill Campbell apresentou sua comissão do governador Barclay como vice-governador do Conselho Provincial de Nova Jérsei Oriental, que confirmou e reconheceu a nomeação. Lawrie foi então nomeado membro do conselho.
Campbell, um escocês como Barclay, serviu apenas brevemente; tendo negócios urgentes na Grã-Bretanha, ele nomeou o conselheiro Andrew Hamilton como seu substituto como vice-governador em 10 de dezembro de 1686; no dia seguinte, Lawrie foi o único conselheiro a registrar um protesto e votar contra a confirmação de Hamilton. Neill Campbell voltou para a Escócia e não se sabe se retornou ao Novo Mundo. Lorde Neill Campbell morreu em abril de 1692.
Andrew Hamilton foi o último vice-governador de Barclay. Originalmente um comerciante em Edimburgo, ele foi enviado para Jérsei Oriental para agir como um agente e recrutar homens para se estabelecerem lá.
Depois que Edmund Andros assumiu o controle dos habitantes locais como parte do Domínio da Nova Inglaterra, Hamilton navegou de volta à Inglaterra para consultar os Proprietários. Na viagem, ele foi capturado pelos franceses, atrasando sua viagem a Londres até maio de 1690.

## Últimos anos
Os últimos anos de Robert Barclay foram passados em sua propriedade de Ury, Aberdeenshire, onde ele morreu.

## Descendentes
Robert Barclay teve um filho, conhecido como David Barclay de Cheapside (1682–1769), que se tornou um rico comerciante na cidade de Londres. David se casou com Priscilla Freame, filha do banqueiro John Freame, e eles tiveram um filho conhecido como David Barclay de Youngsbury (1729-1809). Seu legado foi como um dos fundadores do atual Barclays Bank, um século antes de sua formação sob esse nome, e na indústria cervejeira; ele também alforriou uma propriedade de escravos na Jamaica.
Um descendente mais distante é Priscilla Wakefield, nascida Priscilla Bell (1751-1832). Ela era uma quacre inglesa, escritora de economia educacional e feminista e filantropa. Sua mãe era neta de Barclay.

## Obras
- 1670: Truth cleared of Calumnies, wherein a book, entitled, A Dialogue between a Quaker and a Stable Christian, (printed at Aberdeen, and, upon good ground, judged to be writ by William Mitchel, a preacher near by it, or at least that he had a chief hand in it,) is examined, and the disingenuity of the Author, in his representing the Quakers, is discovered; here is also their case truly stated, cleared, demonstrated, and the Objections of their opposers answered according to truth, scripture, and right reason; to which are subjoined, Queries to the Inhabitants of Aberdeen, which might also be of use to such as are of the same mind with them elsewhere in the world.
- 1671:  William Mitchell unmasked, or the Staggering instability of the pretended Stable Christian discovered; his omissions observed, and weakness unvailed, &c.
- 1672: Seasonable warning and serious exhortation to, and expostulation with, the inhabitants of Aberdeen, concerning this present dispensation and day of God’s living visitation towards them.
- 1673: A Catechism and Confession of Faith, approved of, and agreed to by the general assembly of the patriarchs, prophets, and apostles, Christ himself chief speaker in and among them, which containeth a true and faithful account of the principles and doctrines which are most surely believed by the churches of Christ in Great Britain and Ireland, who are reproachfully called by the name of Quakers, yet are found in the one faith with the primitive church and saints, &c.
- 1674: The Anarchy of the Ranters and other Libertines, &c.
- 1675: Theses Theologicae (trans. "Theological Theses")
- 1676: Theologiae vere Christianae Apologia (trans. "An apology for a really Christian Theology")
- 1676: An Apology for the true Christian Divinity, as the same is held forth and preached by the people called, in scorn, Quakers; being a full Explanation and Vindication of their Principles and Doctrines, by many Arguments deduced from Scripture and right reason, and the testimonies of famous Authors, both ancient and modern, with a full Answer to the strongest Objections usually made against them; presented to the King; written and published, in Latin, for the information of Strangers, by Robert Barclay; and now put into our own Language, for the benefit of his Countrymen.
- 1676: Quakerism Confirmed; being an answer to a pamphlet by the Aberdeen Students, entitled Quakerism Canvassed, written in conjunction with George Keith
- 1677: An Epistle of Love and Friendly Advice to the Ambassadors of the several Princes of Europe met at Nimeguen, to consult the peace of Christendom so far as they are concerned. Written in Latin, but published also in English for the benefit of his countrymen
- 1677: Treatise on Universal Love
- 1679: Apology for the true Christian Divinity Vindicated
- 1679: Vindication of his Anarchy of the Ranters
- 1686: The Possibility and Necessity of the Inward and Immediate Revelation of the Spirit of God, towards the foundation and ground of true Faith, proved in a Letter written in Latin to a person of Quality in Holland, and now also put into English
- 1686: A true and Faithful Account of the most material Passages of a Dispute between some Students of Divinity (so called), of the University of Aberdeen, and the People called Quakers, held in Aberdeen, in Scotland, in Alexander Harper his close, (or yard), before some hundred of Witnesses, upon the 14th day of the second month, called April, 1675, there being John Lesley, Alexander Sherreff, and Paul Gellie, Master of Arts, opponents; and defendants, upon the Quakers' part, Robert Barclay and George Keith: Preses for moderating the meeting, chosen by them, Andrew Thomson, Advocate; and by the Quakers, Alexander Skein, sometime a Magistrate of the City: published for preventing misreports, by Alexander Skein, John Skein Alexander Harper, Thomas Merser, and John Cowie. To which is added, Robert Barclay’s Offer to the Preachers of Aberdeen, renewed and reinforced.
- 1692: Works (folio)

### Outras fontes
- Encyclopædia Britannica website

## Leituras adicionais
- Chambers, Robert. «Barclay, Robert». A biographical dictionary of eminent Scotsmen (em inglês). 1 1857 ed. Glasgow: Blackie and Son. pp. 149–157
- Cousin, John William. «Barclay, Robert». A Short Biographical Dictionary of English Literature (em inglês). 1 1910 ed. Glasgow: J. M. Dent and Sons, Ltd. pp. 24–25
- «Barclay, Robert (1648-1690)». Dictionary of National Biography. Londres: Smith, Elder & Co. 1885–1900